# Giải bóng đá Vô địch Quốc gia 2015
Giải bóng đá Vô địch Quốc gia 2015, tên gọi chính thức là Giải bóng đá Vô địch Quốc gia Toyota 2015 (tiếng Anh: Toyota V.League 1 – 2015) vì lý do tài trợ, là mùa giải chuyên nghiệp thứ 15 và là mùa giải thứ 32 của Giải bóng đá Vô địch Quốc gia, giải đấu bóng đá hạng cao nhất Việt Nam. Giải khởi tranh vào ngày 4 tháng 1 và kết thúc vào ngày 20 tháng 9 năm 2015 với 14 câu lạc bộ tham dự. Đây là năm đầu tiên tập đoàn Toyota của Nhật Bản trở thành nhà tài trợ chính của giải đấu.

## Thay đổi trước mùa giải

### Thay đổi đội bóng
| Thăng hạng từ V.League 2 2014 - Đồng Tháp - Sanna Khánh Hòa - XSKT Cần Thơ | Xuống hạng V.League 2 2015 - Hùng Vương An Giang |

Hùng Vương An Giang vốn xuống hạng từ V.League 1 nhưng đã giải thể và xuống thi đấu tại giải hạng Ba 2015.

## Các đội bóng

### Sân vận động
| Câu lạc bộ                    | Trụ sở      | Sân vận động | Sức chứa | Mùa đầu tại V.League | Huấn luyện viên    |
| ----------------------------- | ----------- | ------------ | -------- | -------------------- | ------------------ |
| Becamex Bình Dương            | Thủ Dầu Một | Gò Đậu       | 18.250   | 2004                 | Nguyễn Thanh Sơn   |
| Đồng Nai                      | Biên Hòa    | Đồng Nai     | 25.000   | 2013                 | Trần Bình Sự       |
| Đồng Tâm Long An              | Tân An      | Long An      | 11.000   | 2003                 | Ngô Quang Sang     |
| Đồng Tháp                     | Đồng Tháp   | Cao Lãnh     | 23.000   | 2005                 | Phạm Công Lộc      |
| Hà Nội T&T                    | Hà Nội      | Hàng Đẫy     | 22.500   | 2008                 | Phan Thanh Hùng    |
| Hải Phòng                     | Hải Phòng   | Lạch Tray    | 28.000   | 2000                 | Trương Việt Hoàng  |
| Hoàng Anh Gia Lai             | Pleiku      | Pleiku       | 12.000   | 2003                 | Guillaume Graechen |
| QNK Quảng Nam                 | Tam Kỳ      | Tam Kỳ       | 15.624   | 2014                 | Hoàng Văn Phúc     |
| Sanna Khánh Hòa Biển Việt Nam | Nha Trang   | Nha Trang    | 25.000   | 2015                 | Võ Đình Tân        |
| SHB Đà Nẵng                   | Đà Nẵng     | Chi Lăng     | 30.000   | 2001                 | Lê Huỳnh Đức       |
| Sông Lam Nghệ An              | Vinh        | Vinh         | 12.000   | 2000                 | Ngô Quang Trường   |
| Than Quảng Ninh               | Cẩm Phả     | Cẩm Phả      | 15.000   | 2014                 | Đinh Cao Nghĩa     |
| FLC Thanh Hóa                 | Thanh Hóa   | Thanh Hóa    | 14.000   | 2010                 | Vũ Quang Bảo       |
| Xổ số kiến thiết Cần Thơ      | Cần Thơ     | Cần Thơ      | 25.000   | 2015                 | Nguyễn Văn Sỹ      |

### Thay đổi huấn luyện viên
| Câu lạc bộ               | Huấn luyện viên đi | Hình thức    | Vị trí xếp hạng | Huấn luyện viên đến |
| ------------------------ | ------------------ | ------------ | --------------- | ------------------- |
| Sông Lam Nghệ An         | Nguyễn Hữu Thắng   | Từ chức      | Trước mùa giải  | Ngô Quang Trường    |
| Hải Phòng                | Dylan Kerr         | Hết hợp đồng | Trước mùa giải  | Trương Việt Hoàng   |
| QNK Quảng Nam            | Vũ Quang Bảo       | Từ chức      | Trước mùa giải  | Hoàng Văn Phúc      |
| Hoàng Anh Gia Lai        | Choi Yun-Kyum      | Sa thải      | Trước mùa giải  | Guillaume Graechen  |
| FLC Thanh Hóa            | Hoàng Thanh Tùng   | Tạm quyền    | Trước mùa giải  | Vũ Quang Bảo        |
| Xổ số kiến thiết Cần Thơ | Nguyễn Thanh Danh  | Sa thải      | Trước mùa giải  | Nguyễn Văn Sỹ       |
| Becamex Bình Dương       | Lê Thuỵ Hải        | Từ chức      | Thứ 1           | Mai Đức Chung       |
| Xổ số kiến thiết Cần Thơ | Nguyễn Văn Sỹ      | Sa thải      | Thứ 14          | Nguyễn Thanh Danh   |
| FLC Thanh Hóa            | Vũ Quang Bảo       | Từ chức      | Thứ 2           | Hoàng Thanh Tùng    |
| Than Quảng Ninh          | Đinh Cao Nghĩa     | Từ chức      | Thứ 6           | Phạm Như Thuần      |
| Hoàng Anh Gia Lai        | Guillaume Graechen | Sa thải      | Thứ 14          | Nguyễn Quốc Tuấn    |

### Cầu thủ nước ngoài
Mỗi câu lạc bộ được phép sử dụng hai cầu thủ ngoại và 1 cầu thủ nhập tịch trong một trận đấu.
| Câu lạc bộ                    | Cầu thủ 1              | Cầu thủ 2           | Cầu thủ 3 (chỉ dành cho đội dự giải của AFC) | Cầu thủ châu Á (chỉ dành cho đội dự giải của AFC) | Cầu thủ nhập tịch        | Cầu thủ cũ                          |
| ----------------------------- | ---------------------- | ------------------- | -------------------------------------------- | ------------------------------------------------- | ------------------------ | ----------------------------------- |
| Becamex Bình Dương            | Moses Oloya            | Cheikh Abass Dieng  | Marko Šimić                                  |                                                   | Nguyễn Quốc Thiện Esele  | Oseni Ganiyu Bolaji                 |
| Đồng Nai                      | Nsi Amougou            | Kisekka Henry       |                                              |                                                   | Nguyễn Hằng Tcheuko Minh | Peter Omoduemuke Huỳnh Kesley Alves |
| Đồng Tâm Long An              | Souleymane Diabate     | Rafael              |                                              |                                                   |                          |                                     |
| Đồng Tháp                     | Felix Ajala            | Samson Kpenosen     |                                              |                                                   |                          | Nguyễn Hằng Tcheuko Minh            |
| Hà Nội T&T                    | Gonzalo Marrkonle      | Víctor Ormazábal    | Antoine Goulard                              |                                                   | Hoàng Vũ Samson          | Hughton Hector Daneil Cyrus         |
| Hải Phòng                     | Diego Fagan            | Errol Stevens       |                                              |                                                   | Lê Văn Phú               |                                     |
| Hoàng Anh Gia Lai             | Franklin Clovis Anzité | Moussa Sanogo       |                                              |                                                   |                          | Darko Lukanovic Mitja Morec         |
| QNK Quảng Nam                 | Tambwe Patiyo          | Suleiman Oladoja    |                                              |                                                   | Hoàng Vissai             | Kisekka Henry                       |
| Sanna Khánh Hòa Biển Việt Nam | Tales dos Santos       | Uche Iheruome       |                                              |                                                   | Huỳnh Kesley Alves       |                                     |
| SHB Đà Nẵng                   | Yaikel Perez           | Sean Fraser         |                                              |                                                   |                          | Candelario Gomez Anto Pejic         |
| Sông Lam Nghệ An              | Affoloh Salia          | Haruna Abdul        |                                              |                                                   |                          | Bosman Koen Aboubakar Mahadi        |
| Than Quảng Ninh               | Geoffrey Kizito        | Candelario Gomez    |                                              |                                                   | Đinh Hoàng Max           | Jhonatan Bernardo                   |
| FLC Thanh Hóa                 | Pape Omar Faye         | Danny van Bakel     |                                              |                                                   | Lê Văn Tân               | Timothy Anjembe                     |
| Xổ số kiến thiết Cần Thơ      | Akanni-Sunday Wasiu    | Oseni Ganiyu Bolaji |                                              |                                                   | Nguyễn Rodgers           | Luiz Henrique Adrian Valentić       |

## Bảng xếp hạng
| VT | Đội                      | ST | T  | H | B  | BT | BB | HS  | Đ  | Giành quyền tham dự hoặc xuống hạng                    |
| -- | ------------------------ | -- | -- | - | -- | -- | -- | --- | -- | ------------------------------------------------------ |
| 1  | Becamex Bình Dương (C)   | 26 | 16 | 4 | 6  | 57 | 33 | +24 | 52 | Lọt vào vòng bảng AFC Champions League 2016            |
| 2  | Hà Nội T&T               | 26 | 13 | 7 | 6  | 51 | 30 | +21 | 46 | Lọt vào vòng sơ loại thứ hai AFC Champions League 2016 |
| 3  | FLC Thanh Hóa            | 26 | 13 | 5 | 8  | 42 | 44 | −2  | 44 |                                                        |
| 4  | Than Quảng Ninh          | 26 | 13 | 3 | 10 | 39 | 31 | +8  | 42 |                                                        |
| 5  | Sanna Khánh Hòa BVN      | 26 | 12 | 6 | 8  | 35 | 35 | 0   | 42 |                                                        |
| 6  | Hải Phòng                | 26 | 11 | 8 | 7  | 31 | 28 | +3  | 41 |                                                        |
| 7  | Sông Lam Nghệ An         | 26 | 10 | 7 | 9  | 36 | 33 | +3  | 37 |                                                        |
| 8  | QNK Quảng Nam            | 26 | 9  | 9 | 8  | 49 | 39 | +10 | 36 |                                                        |
| 9  | SHB Đà Nẵng              | 26 | 10 | 6 | 10 | 42 | 32 | +10 | 36 |                                                        |
| 10 | Đồng Tâm Long An         | 26 | 8  | 9 | 9  | 39 | 42 | −3  | 33 |                                                        |
| 11 | Xổ số kiến thiết Cần Thơ | 26 | 6  | 7 | 13 | 32 | 52 | −20 | 25 |                                                        |
| 12 | Đồng Tháp                | 26 | 7  | 3 | 16 | 34 | 54 | −20 | 24 |                                                        |
| 13 | Hoàng Anh Gia Lai        | 26 | 6  | 6 | 14 | 33 | 50 | −17 | 24 |                                                        |
| 14 | Đồng Nai (R)             | 26 | 5  | 6 | 15 | 35 | 52 | −17 | 21 | Xuống thi đấu V.League 2 2016                          |

1. 1 2  Kết quả đối đầu: Than Quảng Ninh 3–3 Sanna Khánh Hòa BVN, Sanna Khánh Hòa BVN 0–5 Than Quảng Ninh.
2. 1 2  Kết quả đối đầu: QNK Quảng Nam 2–1 SHB Đà Nẵng, SHB Đà Nẵng 1–1 QNK Quảng Nam.
3. 1 2  Kết quả đối đầu: Đồng Tháp 1–0 Hoàng Anh Gia Lai, Hoàng Anh Gia Lai 2–2 Đồng Tháp.

### Vị trí của các đội qua các vòng đấu
| Đội \ Vòng đấu      | 1  | 2  | 3  | 4  | 5  | 6  | 7  | 8  | 9  | 10 | 11 | 12 | 13 | 14 | 15 | 16 | 17 | 18 | 19 | 20 | 21 | 22 | 23 | 24 | 25 | 26 |
| ------------------- | -- | -- | -- | -- | -- | -- | -- | -- | -- | -- | -- | -- | -- | -- | -- | -- | -- | -- | -- | -- | -- | -- | -- | -- | -- | -- |
| Becamex Bình Dương  | 1  | 1  | 1  | 1  | 2  | 1  | 1  | 1  | 1  | 1  | 1  | 1  | 1  | 1  | 1  | 2  | 2  | 1  | 1  | 1  | 1  | 1  | 1  | 1  | 1  | 1  |
| XSKT Cần Thơ        | 9  | 10 | 11 | 13 | 13 | 14 | 13 | 13 | 13 | 14 | 14 | 14 | 14 | 13 | 12 | 12 | 13 | 12 | 12 | 12 | 13 | 12 | 12 | 13 | 13 | 11 |
| SHB Đà Nẵng         | 10 | 13 | 13 | 14 | 14 | 12 | 12 | 12 | 11 | 8  | 8  | 8  | 8  | 9  | 9  | 9  | 9  | 9  | 9  | 9  | 9  | 9  | 8  | 8  | 9  | 9  |
| Đồng Nai            | 11 | 14 | 14 | 12 | 12 | 13 | 14 | 14 | 14 | 13 | 13 | 13 | 13 | 14 | 14 | 14 | 14 | 14 | 13 | 13 | 12 | 13 | 14 | 14 | 14 | 14 |
| Đồng Tháp           | 14 | 12 | 9  | 9  | 11 | 9  | 10 | 9  | 10 | 12 | 12 | 10 | 11 | 10 | 10 | 11 | 11 | 10 | 10 | 11 | 10 | 11 | 11 | 11 | 11 | 12 |
| Đồng Tâm Long An    | 7  | 3  | 6  | 6  | 5  | 4  | 4  | 5  | 3  | 6  | 6  | 4  | 6  | 3  | 5  | 6  | 5  | 7  | 4  | 6  | 8  | 8  | 9  | 10 | 10 | 10 |
| Hà Nội T&T          | 8  | 4  | 5  | 5  | 7  | 6  | 8  | 8  | 8  | 9  | 9  | 9  | 9  | 8  | 8  | 8  | 8  | 5  | 5  | 4  | 5  | 4  | 3  | 4  | 2  | 2  |
| Hải Phòng           | 2  | 2  | 2  | 2  | 1  | 3  | 3  | 4  | 6  | 5  | 5  | 7  | 4  | 5  | 3  | 3  | 3  | 3  | 3  | 3  | 3  | 5  | 6  | 6  | 4  | 6  |
| Hoàng Anh Gia Lai   | 3  | 5  | 10 | 10 | 8  | 10 | 11 | 10 | 12 | 11 | 11 | 12 | 12 | 12 | 13 | 13 | 12 | 13 | 14 | 14 | 14 | 14 | 13 | 12 | 12 | 13 |
| Sanna Khánh Hoà BVN | 12 | 7  | 7  | 7  | 9  | 8  | 7  | 7  | 7  | 7  | 7  | 5  | 7  | 7  | 7  | 7  | 6  | 4  | 6  | 5  | 4  | 3  | 4  | 5  | 6  | 5  |
| Sông Lam Nghệ An    | 13 | 9  | 8  | 8  | 10 | 7  | 6  | 6  | 4  | 2  | 2  | 3  | 5  | 6  | 4  | 5  | 4  | 6  | 8  | 8  | 7  | 7  | 7  | 7  | 7  | 7  |
| QNK Quảng Nam       | 8  | 11 | 12 | 11 | 6  | 11 | 9  | 11 | 9  | 10 | 10 | 11 | 10 | 11 | 11 | 10 | 10 | 11 | 11 | 10 | 11 | 10 | 10 | 9  | 8  | 8  |
| Than Quảng Ninh     | 4  | 6  | 3  | 3  | 3  | 2  | 2  | 2  | 5  | 3  | 3  | 6  | 3  | 4  | 6  | 4  | 7  | 8  | 7  | 7  | 6  | 6  | 5  | 4  | 5  | 4  |
| FLC Thanh Hóa       | 5  | 8  | 4  | 4  | 4  | 5  | 5  | 3  | 2  | 4  | 4  | 2  | 2  | 2  | 2  | 1  | 1  | 2  | 2  | 2  | 2  | 2  | 2  | 2  | 3  | 3  |

Cập nhật lần cuối: 21 tháng 9 năm 2015
Nguồn: VPF

## Lịch thi đấu và kết quả

### Tóm tắt kết quả
| Nhà \ Khách[1]      | BBD | ĐNA | ĐLA | ĐTH | HNT | HAI | HGL | QNK | SKH | SDN | SNA | THO | CTH | TQN |
| Becamex Bình Dương  |     | 2–1 | 3–1 | 6–1 | 1–0 | 3–1 | 4–1 | 1–3 | 1–2 | 3–2 | 1–1 | 5–2 | 4–1 | 1–2 |
| Đồng Nai            | 1–2 |     | 0–0 | 0–4 | 0–0 | 1–1 | 1–2 | 3–1 | 1–0 | 1–2 | 1–1 | 5–2 | 1–0 | 0–2 |
| Đồng Tâm Long An    | 3–1 | 4–4 |     | 3–0 | 1–3 | 1–0 | 2–1 | 4–3 | 2–0 | 0–0 | 1–1 | 2–1 | 1–2 | 0–1 |
| Đồng Tháp           | 2–4 | 4–1 | 1–1 |     | 1–2 | 1–2 | 1–0 | 1–0 | 1–0 | 2–4 | 2–2 | 2–0 | 1–1 | 0–0 |
| Hà Nội T&T          | 2–2 | 2–0 | 1–1 | 7–0 |     | 1–1 | 4–3 | 4–4 | 3–0 | 2–0 | 1–0 | 4–1 | 4–1 | 1–0 |
| Hải Phòng           | 0–0 | 2–1 | 1–1 | 2–1 | 1–2 |     | 1–0 | 1–0 | 1–0 | 2–0 | 2–2 | 2–0 | 4–2 | 0–0 |
| Hoàng Anh Gia Lai   | 2–1 | 2–2 | 0–0 | 2–2 | 3–2 | 1–1 |     | 2–2 | 4–2 | 1–0 | 3–1 | 1–2 | 1–1 | 1–2 |
| QNK Quảng Nam       | 2–4 | 3–1 | 2–2 | 2–0 | 2–2 | 5–0 | 4–0 |     | 4–1 | 2–1 | 0–1 | 0–0 | 0–0 | 2–0 |
| Sanna Khánh Hoà BVN | 1–0 | 2–1 | 0–0 | 2–1 | 1–0 | 0–0 | 3–1 | 1–0 |     | 2–1 | 2–2 | 2–3 | 4–0 | 0–5 |
| SHB Đà Nẵng         | 0–2 | 2–1 | 7–3 | 3–1 | 1–1 | 2–0 | 2–0 | 1–1 | 1–1 |     | 1–2 | 0–0 | 3–1 | 2–0 |
| Sông Lam Nghệ An    | 0–1 | 1–2 | 2–1 | 1–0 | 2–0 | 0–3 | 2–0 | 3–2 | 0–1 | 1–1 |     | 4–0 | 2–2 | 3–1 |
| FLC Thanh Hóa       | 1–1 | 3–2 | 4–3 | 1–0 | 2–1 | 0–1 | 2–1 | 3–4 | 1–1 | 2–1 | 2–1 |     | 2–0 | 3–1 |
| XSKT Cần Thơ        | 1–3 | 4–3 | 0–1 | 1–1 | 1–3 | 2–1 | 3–1 | 0–0 | 0–3 | 0–5 | 3–0 | 1–1 |     | 2–3 |
| Than Quảng Ninh     | 0–1 | 4–1 | 3–1 | 3–1 | 0–1 | 2–1 | 3–0 | 1–1 | 3–3 | 1–0 | 1–0 | 0–1 | 0–3 |     |

Cập nhật lần cuối: ngày 21 tháng 9 năm 2015.
Nguồn: 
1 ^ Đội chủ nhà được liệt kê ở cột bên tay trái.
Màu sắc: Xanh = Chủ nhà thắng; Vàng = Hòa; Đỏ = Đội khách thắng.

## Thống kê mùa giải

### Cầu thủ ghi bàn hàng đầu
Tính đến ngày 21 tháng 5 năm 2015
| Thứ tự | Cầu thủ               | Câu lạc bộ                    | Số bàn thắng |
| ------ | --------------------- | ----------------------------- | ------------ |
| 1      | Tambwe Patiyo         | QNK Quảng Nam                 | 18           |
| 2      | Lê Văn Thắng          | Xổ số kiến thiết Cần Thơ      | 16           |
| 3      | Hoàng Vũ Samson       | Hà Nội T&T                    | 15           |
| 4      | Nsi Amougou C.Jose    | Đồng Nai                      | 14           |
| 4      | Souleymane Diabate    | Đồng Tâm Long An              | 14           |
| 5      | Hoàng Đình Tùng       | FLC Thanh Hóa                 | 13           |
| 5      | Nguyễn Văn Quyết      | Hà Nội T&T                    | 13           |
| 5      | Errol Anthony Stevens | Hải Phòng                     | 13           |
| 6      | Samson Kpenosen       | Đồng Tháp                     | 12           |
| 6      | Iheroume Uche         | Sanna Khánh Hòa Biển Việt Nam | 12           |

### Phản lưới nhà
| Cầu thủ            | Câu lạc bộ    | Đối thủ            | Vòng đấu |
| ------------------ | ------------- | ------------------ | -------- |
| Nguyễn Thành Trung | Đồng Nai      | Đồng Tháp          | 3        |
| Lê Đức Tuấn        | Thanh Hóa     | Sông Lam Nghệ An   | 6        |
| Lê Đức Tuấn        | Thanh Hóa     | Becamex Bình Dương | 10       |
| Lê Đức Tuấn        | Thanh Hóa     | Đồng Nai           | 21       |
| Vũ Ngọc Thịnh      | Hải Phòng     | Becamex Bình Dương | 11       |
| Trần Quốc Anh      | Đồng Tháp     | Hà Nội T&T         | 16       |
| Nguyễn Thế Dương   | FLC Thanh Hóa | Đồng Tâm Long An   | 17       |
| Gonzalo            | Hà Nội T&T    | Hoàng Anh Gia Lai  | 24       |

### Ghi hat-trick
| Cầu thủ            | Câu lạc bộ               | Đối thủ           | Kết quả | Ngày                |
| ------------------ | ------------------------ | ----------------- | ------- | ------------------- |
| Hoàng Vũ Samson    | Hà Nội T&T               | QNK Quảng Nam     | 4–4     | 17 tháng 1 năm 2015 |
| Lê Văn Thắng       | Xổ số kiến thiết Cần Thơ | Hoàng Anh Gia Lai | 3–1     | 7 tháng 2 năm 2015  |
| Hoàng Đình Tùng    | Thanh Hóa                | Đồng Tháp         | 3–1     | 12 tháng 4 năm 2015 |
| Nguyễn Văn Quyết   | Hà Nội T&T               | Đồng Tháp         | 7–0     | 15 tháng 7 năm 2015 |
| Yaikel Perez       | SHB Đà Nẵng              | Đồng Tâm Long An  | 7–3     | 15 tháng 8 năm 2015 |
| Souleymane Diabate | Đồng Tâm Long An         | SHB Đà Nẵng       | 3–7     | 15 tháng 8 năm 2015 |
| Đinh Thanh Trung   | QNK Quảng Nam            | Hải Phòng         | 5–0     | 28 tháng 8 năm 2015 |
| Nghiêm Xuân Tú     | Than Quảng Ninh          | Sanna Khánh Hòa   | 5–0     | 1 tháng 9 năm 2015  |

## Tổng số khán giả

### Theo câu lạc bộ
| VT | Đội                      | Tổng số   | Cao    | Thấp  | Trung bình | Thay đổi |
| -- | ------------------------ | --------- | ------ | ----- | ---------- | -------- |
| 1  | Becamex Bình Dương       | 113.500   | 18.000 | 3.000 | 8.730      | n/a†     |
| 2  | Đồng Nai                 | 98.000    | 25.000 | 3.000 | 7.538      | n/a†     |
| 3  | Đồng Tâm Long An         | 84.500    | 15.000 | 3.000 | 6.500      | n/a†     |
| 4  | Đồng Tháp                | 104.500   | 13.000 | 4.000 | 8.038      | n/a†     |
| 5  | Hà Nội T&T               | 66.500    | 15.000 | 1.500 | 5.115      | n/a†     |
| 6  | Hải Phòng                | 108.500   | 20.000 | 5.000 | 8.346      | n/a†     |
| 7  | Hoàng Anh Gia Lai        | 129.000   | 13.000 | 7.500 | 9.923      | n/a†     |
| 8  | QNK Quảng Nam            | 79.500    | 15.000 | 3.000 | 6.115      | n/a†     |
| 9  | Sanna Khánh Hoà BVN      | 84.000    | 10.000 | 4.500 | 6.461      | n/a†     |
| 10 | SHB Đà Nẵng              | 109.000   | 25.000 | 3.000 | 8.384      | n/a†     |
| 11 | Sông Lam Nghệ An         | 93.500    | 20.000 | 2.000 | 7.153      | n/a†     |
| 12 | Than Quảng Ninh          | 116.500   | 12.000 | 7.000 | 8.961      | n/a†     |
| 13 | FLC Thanh Hóa            | 102.000   | 13.000 | 4.000 | 7.846      | n/a†     |
| 14 | XSKT Cần Thơ             | 47.000    | 12.000 | 1.000 | 3.615      | n/a†     |
|    | Tổng số khán giả cả giải | 1.346.500 | 25.000 | 1.000 | 7.400      | n/a†     |

Cập nhật lần cuối vào ngày 22 tháng 9 năm 2015
Nguồn: Công ty Cổ phần Bóng đá Chuyên nghiệp Việt Nam

### Theo vòng đấu
| Vòng      | Tổng số   | Trung bình |
| --------- | --------- | ---------- |
| Vòng 1    | 53.500    | 7.643      |
| Vòng 2    | 68.000    | 9.714      |
| Vòng 3    | 47.000    | 6.714      |
| Vòng 4    | 56.000    | 8.000      |
| Vòng 5    | 60.000    | 8.571      |
| Vòng 6    | 43.500    | 6.214      |
| Vòng 7    | 64.000    | 9.143      |
| Vòng 8    | 49.000    | 7.000      |
| Vòng 9    | 56.000    | 8.000      |
| Vòng 10   | 52.000    | 7.428      |
| Vòng 11   | 56.000    | 8.000      |
| Vòng 12   | 56.000    | 8.000      |
| Vòng 13   | 53.500    | 7.642      |
| Vòng 14   | 48.500    | 6.928      |
| Vòng 15   | 48.000    | 6.857      |
| Vòng 16   | 50.500    | 7.214      |
| Vòng 17   | 36.500    | 5.214      |
| Vòng 18   | 54.000    | 7.714      |
| Vòng 19   | 56.000    | 8.000      |
| Vòng 20   | 45.000    | 6.428      |
| Vòng 21   | 64.000    | 9.142      |
| Vòng 22   | 47.000    | 6.714      |
| Vòng 23   | 61.500    | 8.785      |
| Vòng 24   | 37.000    | 5.285      |
| Vòng 25   | 34.500    | 4.928      |
| Vòng 26   | 42.500    | 6.071      |
| Tổng cộng | 1.346.500 | 7.400      |

## Giải thưởng

### Giải thưởng tháng
| Tháng   | Huấn luyện viên của tháng | Huấn luyện viên của tháng | Cầu thủ của tháng | Cầu thủ của tháng  |
| Tháng   | Huấn luyện viên           | Câu lạc bộ                | Cầu thủ           | Câu lạc bộ         |
| ------- | ------------------------- | ------------------------- | ----------------- | ------------------ |
| Tháng 1 | Trương Việt Hoàng         | Hải Phòng                 | Nguyễn Quang Hải  | Than Quảng Ninh    |
| Tháng 4 | Ngô Quang Trường          | Sông Lam Nghệ An          | Trần Phi Sơn      | Sông Lam Nghệ An   |
| Tháng 7 | Phan Thanh Hùng           | Hà Nội T&T                | Nguyễn Văn Quyết  | Hà Nội T&T         |
| Tháng 8 | Nguyễn Thanh Sơn          | Becamex Bình Dương        | Nguyễn Anh Đức    | Becamex Bình Dương |

### Giải thưởng chung cuộc
Các danh hiệu cá nhân và tập thể được bình chọn sau khi kết thúc V.League 1 2015:
- Trọng tài xuất sắc nhất: Võ Minh Trí
- Trợ lý trọng tài xuất sắc nhất: Nguyễn Trung Hậu
- Ban tổ chức trận đấu tốt nhất: Than Quảng Ninh
- Câu lạc bộ có mặt sân tốt nhất: Becamex Bình Dương
- Câu lạc bộ đào tạo trẻ tốt nhất: Hoàng Anh Gia Lai
- Huấn luyện viên xuất sắc nhất: Phan Thanh Hùng (Hà Nội T&T)
- Cầu thủ xuất sắc nhất: Nguyễn Anh Đức (Becamex Bình Dương)
- Vua phá lưới: Patiyo Tambwe (QNK Quảng Nam)
- Bàn thắng đẹp nhất: Lê Quốc Phương (FLC Thanh Hóa)
- Cầu thủ trẻ xuất sắc nhất: Đỗ Duy Mạnh (Hà Nội T&T)
- Hội cổ động viên xuất sắc nhất: Than Quảng Ninh
- Các cầu thủ xuất sắc nhất câu lạc bộ:

| Câu lạc bộ                    | Cầu thủ               | Câu lạc bộ               | Cầu thủ           |
| ----------------------------- | --------------------- | ------------------------ | ----------------- |
| Becamex Bình Dương            | Nguyễn Anh Đức        | Đồng Nai                 | Dương Văn Pho     |
| Đồng Tâm Long An              | Phan Văn Tài Em       | Đồng Tháp                | Nguyễn Thanh Hiền |
| FLC Thanh Hóa                 | Hoàng Đình Tùng       | Hà Nội T&T               | Nguyễn Văn Quyết  |
| Hoàng Anh Gia Lai             | Nguyễn Tuấn Anh       | Hải Phòng                | Lê Văn Phú        |
| QNK Quảng Nam                 | Đinh Thanh Trung      | Than Quảng Ninh          | Huỳnh Tuấn Linh   |
| Sanna Khánh Hòa Biển Việt Nam | Nguyễn Hoàng Quốc Chí | SHB Đà Nẵng              | Phạm Nguyên Sa    |
| Sông Lam Nghệ An              | Trần Nguyên Mạnh      | Xổ số kiến thiết Cần Thơ | Lê Văn Thắng      |

| Giải bóng đá Vô địch Quốc gia 2015 Nhà vô địch |
| ---------------------------------------------- |
| Becamex Bình Dương Lần thứ tư                  |